# Quicena

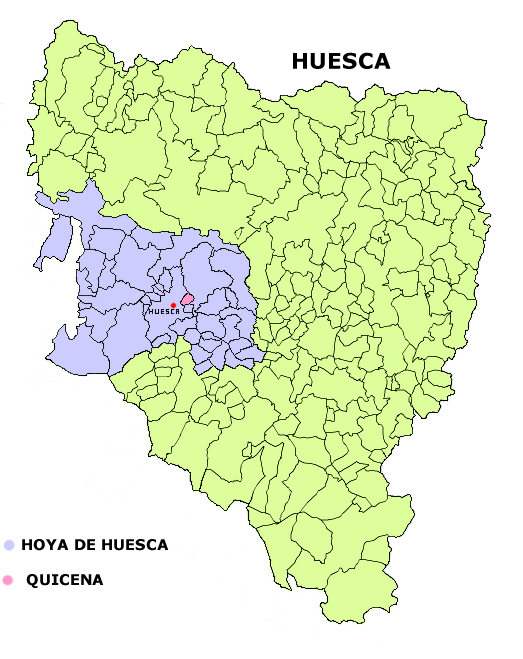
Localização de Quicena

Município situado a 4 km da cidade de Huesca com 304 habitantes (1 de janeiro de 2005), província norte da comunidade autónoma espanhola de Aragão, mais concretamente na Hoya de Huesca, em direcção a Barbastro.

## História
Em 1086 os reis Sancho I de Aragão e Pedro I de Aragão cederam o Castelo de Montearagón à vila de Quicena.

## Monumentos

### Monumentos religiosos
- Parroquial da Assunção s. XVIII
- Ermida de São Pedro

### Monumentos civis
- Restos de uma ponte que cruzava o rio Flumen
- O Castelo de Montearagón (fundado por Sancho I de Aragão no final do Século XI para facilitar o assédio de Huesca)